# Gössering
Die Gössering ist ein Nebenfluss der Gail in Kärnten.
Das von ihr durchflossene Tal wird Gitschtal genannt. Die Gössering entspringt unterhalb der Reißkofels und mündet nach rund 22 km südlich von Hermagor bei Möderndorf in die Gail.
Trotz zahlreicher Verbauungen und zweier Wasserkraftanlagen kann die Gössering noch als relativ naturnahe aufgefasst werden. Im Gitschtal befinden sich die einzigen Kärntner Vorkommen des Dohlenkrebses.
Ein beliebtes Ausflugsziel ist der Gösseringgraben mit dem Gössering-Wasserfall.
In Hermagor nährt sie einen Mühlbach. Er hat seine  Bedeutung als Energiequelle für Mühlen, Sägewerke und Schmieden mittlerweile verloren.